# Kościół św. Wojciecha i Matki Bożej Różańcowej w Nieliszu
Kościół świętego Wojciecha i Matki Bożej Różańcowej – rzymskokatolicki kościół parafialny należący do parafii pod tym samym wezwaniem (dekanat Szczebrzeszyn diecezji zamojsko-lubaczowskiej).

## Historia
Obecnie istniejąca świątynia powstała po przebudowie poprzedniej w 1859 roku, natomiast w 1860 roku została poświęcona przez dziekana zamojskiego, księdza Lenkiewicza, remontowana była w XIX wieku i w dwudziestoleciu międzywojennym. W 1959 roku został przeprowadzony jej kapitalny remont (wykonano nowe dębowe podwaliny, wymieniono spróchniałe belki u dołu).
W 1961 roku została dobudowana większa kruchta. W 1973 roku świątynia została rozbudowana według planów inżyniera Czesława Dernałowicza z Lublina. W latach 1974–1975 budowla została pomalowana z zewnątrz i od wewnątrz. 

## Architektura
Jest to świątynia drewniana, jednonawowa, przy prezbiterium jest umieszczona zakrystia, nad nawą znajduje się wieżyczka na sygnaturkę. 

## Wyposażenie
Ołtarz główny został wykonany z drewna i reprezentuje styl barokowy, znajduje się w nim obraz św. Wojciecha. Oprócz głównego kościół posiada także 2 ołtarze boczne. Na chórze muzycznym są umieszczone stare organy, remontowane w 1957 roku przez Wojciecha Grzankę z Tuchowa. W zakrystii przechowuje się stare naczynia i szaty liturgiczne.

## Galeria

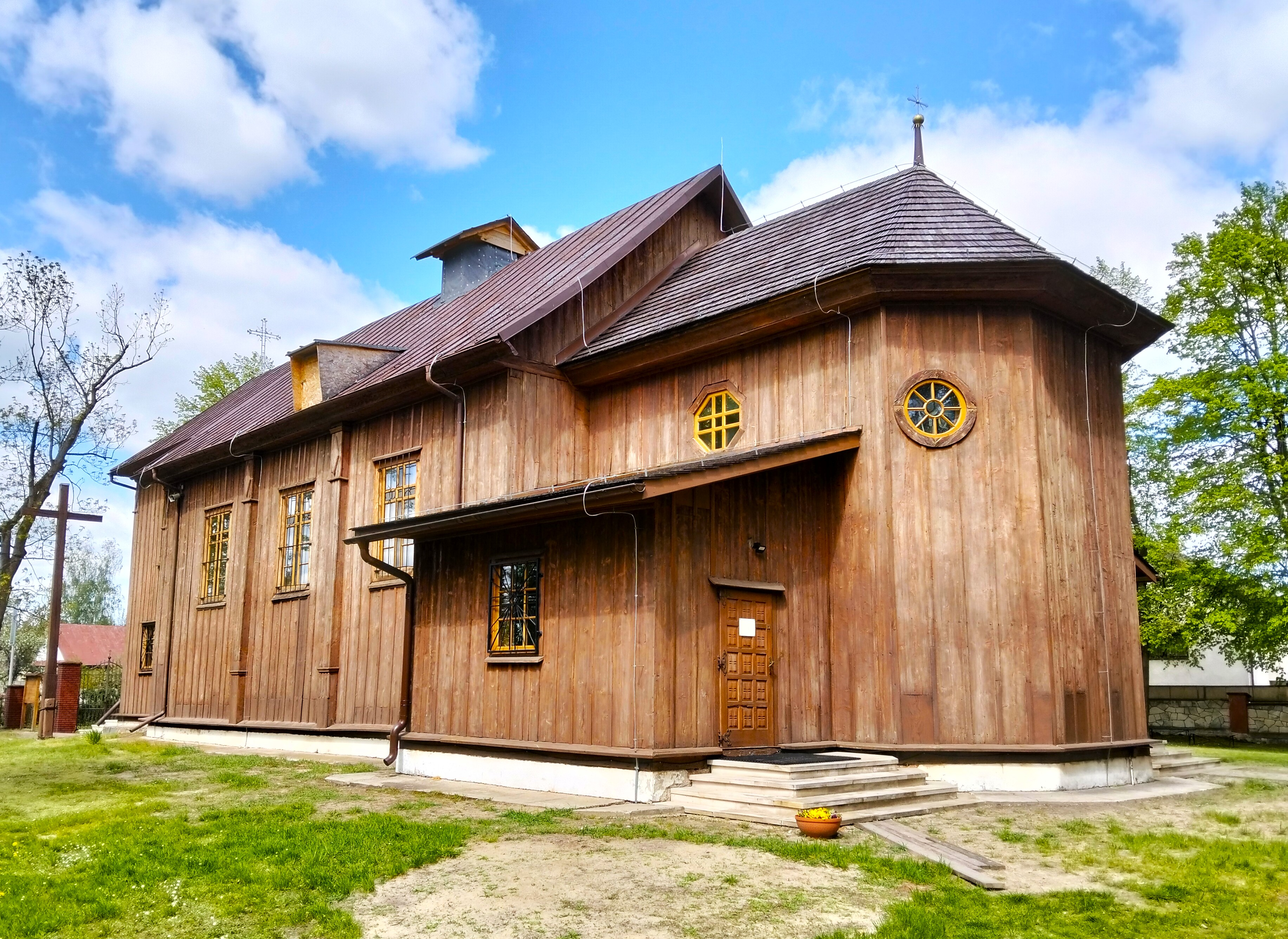
Widok od prezbiterium
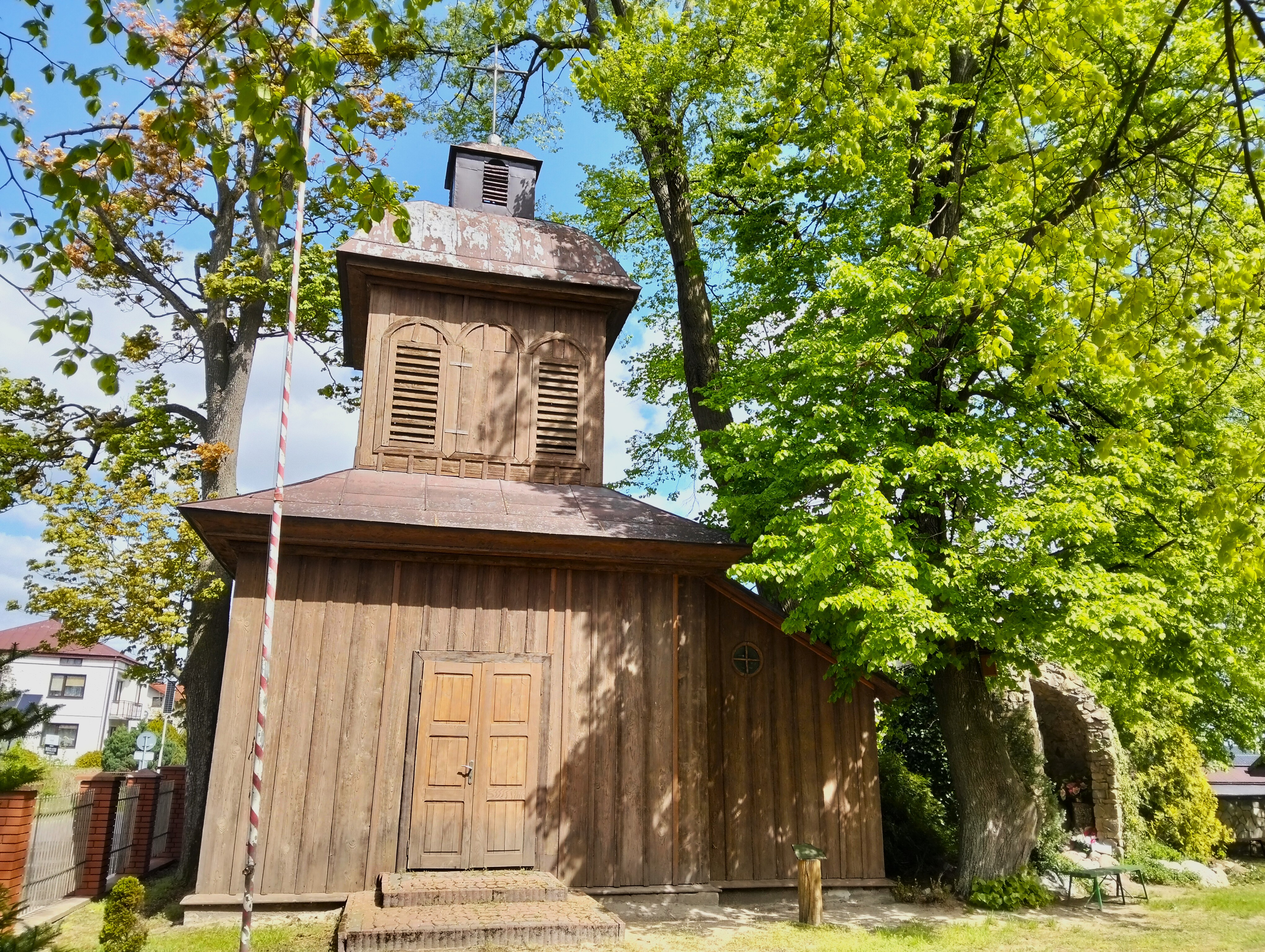
Dzwonnica
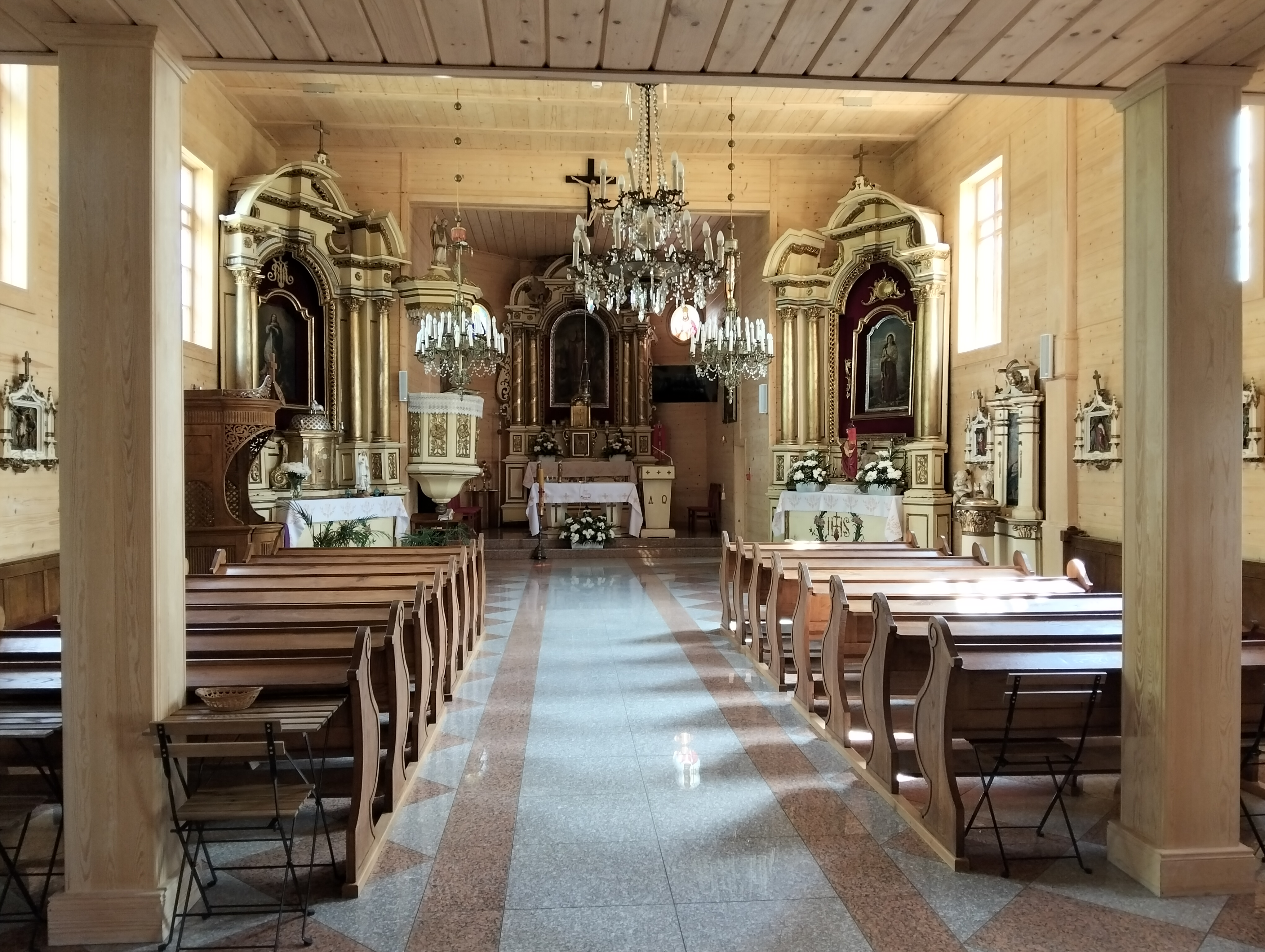
Wnętrze z ołtarzami